# Жилинский сельсовет (Оренбургская область)
Жилинский сельсовет — муниципальное образование в Бузулукском районе Оренбургской области.
Административный центр — село Жилинка.

## Административное устройство
В состав сельского поселения входят 5 населённых пункта:
- село Жилинка,
- деревня Балимовка,
- деревня Казаковка,
- посёлок Мордовский,
- посёлок Новый Городок.

## Достопримечательности
- Церковь святого Сергия Радонежского.
- Памятник участникам ВОВ.